# Памятник труженикам тыла и детям войны (Улан-Удэ)
Памятник труженикам тыла и детям войны — памятник в городе Улан-Удэ Республики Бурятии.
Памятник установлен на площади Славы в Железнодорожном районе Улан-Удэ в мае 2020 года. Авторы проекта — творческий коллектив «Студии военных художников имени М. Б. Грекова» из Москвы. Скульптор Алексей Чебаненко стал победителем открытого конкурса на лучший вариант памятника, который был проведён в 2019 году Комитетом по архитектуре и градостроительству Администрации Улан-Удэ. Все работы по его изготовлению велись в мастерской скульптора. Отлитую из бронзы бронзовую скульптуру доставили из Москвы в столицу Бурятии специальным транспортом.
Композиционно памятник состоит из четырёх бронзовых фигур: мужчина и мальчик, изготавливающие винт самолёта, а также женщина с граблями и девочка, которая в одной руке держит сноп, а другой гладит домашнее животное — овцу. Все они олицетворяют стойкость, мужество и самоотверженность тех, кто трудился в тылу — взрослых и детей. В центре на заднем плане установлена стела, в основании которой изображён элемент герба Бурятской АССР, а венчает её знамя Победы с орденом Отечественной войны. В центре стелы на выступе в виде мемориальной доски надпись: «Памятник труженикам тыла и детям войны».
В 2024 году в серии «Города трудовой доблести» Почта России выпустила марку, на которой изображен памятник.